# Kehlenbach (Bruchbach)
Der Kehlenbach ist ein Bach des Kraichgaus im Stadtteil Kirchhausen des kreisfreien Heilbronn in Baden-Württemberg. Nach etwa 3 km langem Lauf nach Ostsüdosten mündet er am Südostrand des Dorfes Kirchhausen von rechts in den unteren Bruchbach.

## Name
Der damals dort noch offen fließende Bach ist auf einer   topographischen Karte aus dem frühen 20. Jahrhundert mündungsnah als „Kehlenbach“ beschriftet. Die amtliche Gewässerkarte benutzt den Namen „Führfelder Graben“ (!), offenbar als Notname nach der „Fürfelder Graben“ genannten Talmulde des längeren linken Oberlaufgrabens.
Eine Oberamtsbeschreibung aus dem 19. Jahrhundert deutet darauf hin, dass der heutige Bruchbach damals unterhalb des Kehlenbach-Zuflusses dessen Namen trug.

## Geographie

### Verlauf
Der Kehlenbach entsteht etwa einen Viertelkilometer südlich des westlichsten der Aussiedlerhöfe Schleifhöfe von Kirchhausen und 1,8 km westnordwestlich des Deutschordensschlosses in Kirchhausen an einer Kreuzung von Feldwegen auf etwa 231 m ü. NHN. Der anfangs nur periodisch wasserführende Bach läuft in der Mitte seiner flachen Talmulde Fürfelder Graben im Seitengraben des einen Feldweges schnurgerade nach Osten, ohne höheren Bewuchs am Lauf und in einer flurbereinigten und ausgeräumten Ackerbaulandschaft mit großen Feldern.
Nach etwa einem Kilometer wenden sich Weg und begleitender Graben schnell nach Südosten und laufen dann ebenso geradlinig weiter. Auf einem kurzen Stück steht linksseits an der Muldenböschung ein schmaler Gehölzstreifen, rechtsseits grenzen dann bis zur Ortsgrenze von Kirchhausen Schrebergärten an. Zwischen diesen läuft aus dem Westsüdwesten ein nur wenig kürzerer Weggraben gleicher Art aus der Talmulde Hausener Graben zu. 
Neben der B 39 aus Fürfeld erreicht der Kehlenbach bei der Jakobs-Kapelle den Kirchhausener Ortsrand, wo er in einer unterirdischen Verdolung verschwindet. Darin läuft er in gleicher Richtung weiter, unterquert nahe dem Deutschordensschloss, einem ehemaligen Wasserschloss, die B 39, quert drei weitere Dorfstraßen und läuft im Dorf dann lange häuserfern unter den beidseits von Siedlungsgebiet flankierten Sportplätzen.
Nachdem er so den Kapellenweg erreicht hat, knickt er diesem entlang nach Süden ab, läuft an der Dreifaltigkeitskapelle und zuletzt an den Parkplätzen für das Freibad vorbei. Schließlich fließt er an der Nordseite der B 39 aus seiner Verrohrung auf etwa 195 m ü. NHN von rechts dem Bruchbach zu. Wenig abwärts steht auf der anderen Seite des Bruchbachs die Kirchhausener Alte Mühle. 
Der Kehlenbach mündet nach 3,1 km langem Graben- und Verdolungslauf mit etwa 11 ‰ mittlerem Sohlgefälle etwa 36 Höhenmeter unterhalb seines Grabenanfangs bei den Schleifhöhen.
Der Kehlenbach mündet heute mehr als 150 Meter weiter südlich und mehr als 50 Meter weiter westlich als früher in den Bruchbach. Dieser floss früher dicht an seinem linken Talrand und an der Ostseite der Alten Mühle vorbei, heute wird er an der Westseite des inzwischen in der Talaue angelegten Freibades vorbeigeführt und ungefähr parallel zu ihm auch das letzte Stück des Kehlenbachs ab dem Laufknick seiner Verdolung.

### Einzugsgebiet
Das Einzugsgebiet des Kehlenbachs ist 2,5 km² groß. Es liegt naturräumlich zur Gänze im Leinbachgäu genannten Teil des Unterraums Lein-Elsenz-Hügelland des Kraichgaus. Sein mit wenig über 250 m ü. NHN höchster Punkt liegt nahe an seiner Südwestecke auf dem Flurhügel Stapfenhöhe.
Dort gehört ein nur 2 ha großes Feldstück zur Stadtteilgemarkung Massenbach von Schwaigern, das ganze übrige Einzugsgebiet liegt in der Stadtteilgemarkung Kirchhausen von Heilbronn. Wald gibt es darin nirgends, sondern außerhalb des um den Unterlauf liegenden Dorfes Kirchhausen fast durchweg große flurbereinigte Äcker. Der einzige andere Ort, die zu Kirchhausen gehörenden Aussiedlerhofgruppe Schleifhöfe, steht auf der nördlichen Wasserscheide.
Jenseits dieser wie auch jenseits der nordöstlichen Wasserscheide fließt der aufnehmende Bruchbach. Im Süden läuft der Graben aus dem Rohrgrund zu seiner Vereinigung mit dem Bruchbach, aus welcher der Rotbach entsteht, ein linker Zufluss der Lein. Den Abfluss jenseits im Westen führt der Wilhelmstaler Bach über den Biberbach und den Massenbach weiter aufwärts zur Lein.

### Zuflüsse
- (Graben aus dem Hausener Grund), von rechts und Westen auf etwa 212 m ü. NHN[LUBW 1] zwischen den Schrebergärten am Nordwestrand von Kirchhausen, ca. 1,3 km[LUBW 6] und ca. 0,7 km².[LUBW 7] Entsteht auf etwa 228 m ü. NHN[LUBW 1] zwischen den Gewannen Hausener Grund, Hölle und Höllweg an einer Kreuzung von Feldwegen, deren einem er folgt.

## Geologie
Die Keuper-Schichten im Untergrund des Einzugsgebietes sind fast überall durch Lösssediment aus dem Quartär überlagert, in das wiederum in den Talmulden holozäne Schwemmlandbänder eingelagert sind. Allein im Ortsbereich von Kirchhausen steht an wenigen Stellen der Lettenkeuper (Erfurt-Formation) direkt an. Der Vergleich mit ähnlichen Höhenlagen in der Umgebung lässt vermuten, dass unmittelbar unter den Lössablagerungen häufig auch Gipskeuper (Grabfeld-Formation) liegt. 
Im Dorf Kirchhausen gibt es auch größere Flächen mit Hochterrassenschottern aus dem Pleistozän.

## Natur und Schutzgebiete
Das gesamte Einzugsgebiet gehört zum weit darüber ausgreifenden Wasserschutzgebiet Leinbachtal.

## Tourismus
Ein mit blauem Punkt markierter Wanderweg des Schwäbischen Albvereins von Bad Rappenau im Norden nach Schluchtern im Süden kreuzt in Kirchhausen noch vor dem Deutschordensschloss den verdolten Kehlenbach.

### LUBW
Amtliche Online-Gewässerkarte mit passendem Ausschnitt und den hier benutzten Layern: Lauf und Einzugsgebiet des Kehlenbachs

Allgemeiner Einstieg ohne Voreinstellungen und Layer: Daten- und Kartendienst der Landesanstalt für Umwelt Baden-Württemberg (LUBW) (Hinweise)
1. 1 2 3 4 5  Höhe nach dem Höhenlinienbild auf dem Hintergrundlayer Topographische Karte.
2. ↑  Länge nach dem Layer Gewässernetz (AWGN).
3. ↑  Einzugsgebiet nach dem Layer Basiseinzugsgebiet (AWGN).
4. ↑  Zum Namen des Kehlenbachs siehe:
  - Layer Topographische Karte, Gewässername und Gewässernetz (AWGN)
  - Meßtischblatt 6820 Schwaigern von 1902 in der Deutschen Fotothek
5. ↑  
„Weiter unten liegt eine Mahlmühle mit 3 Gängen am Kehlenbach, der auf Kirchhausener Markung entspringt.“
Kirchhausen. In: Heinrich Titot (Hrsg.): Beschreibung des Oberamts Heilbronn (= Die Württembergischen Oberamtsbeschreibungen 1824–1886. Band 45). H. Lindemann, Stuttgart 1865, S. 140 (Volltext [Wikisource]).

Da der Kehlenbach damals noch deutlich oberhalb der Mühle mündete, muss der diese treibende Bruchbach folglich damals dort Kehlenbach geheißen haben, wenn denn die genannte Aussage verlässlich ist.
6. ↑  Länge abgemessen auf dem Hintergrundlayer Topographische Karte.
7. ↑  Einzugsgebiet abgemessen auf dem Hintergrundlayer Topographische Karte.
8. ↑  Schutzgebiet nach dem einschlägigen Layer.

### Andere Belege
1. ↑  Modellierte Werte nach Abfluss-BW Gewässerknoten MQ/MNQ
2. ↑  Josef Schmithüsen: Geographische Landesaufnahme: Die naturräumlichen Einheiten auf Blatt 161 Karlsruhe. Bundesanstalt für Landeskunde, Bad Godesberg 1952. → Online-Karte (PDF; 5,1 MB)
3. ↑  Geologie nach den Layern zu Geologische Karte 1:50.000 auf: Mapserver des Landesamtes für Geologie, Rohstoffe und Bergbau (LGRB) (Hinweise)